# Carlos Baquerizo Castro
Carlos Porfírio Baquerizo Castro (Sicaya, 4 de noviembre de 1921-Lima; 2 de febrero de 2016) fue un compositor, autor y músico peruano.

## Biografía
Desde muy niño manifestó su vocación por el arte musical y las labores agropecuarias.
A la edad de ocho años ya tocaba magníficamente la armónica (rondín), creando su propio estilo que hasta ahora es el único que dirige su orquesta típica denominada “Aurora Andina” y otros grupos musicales como “Corazón Peruano” “Los Románticos de Sicaya” y los “Colosos del Centro”, “Los traviesos del Centro”.
Además es el creador de la cumbia peruana triunfando a nivel internacional con el tema "La chichera" que es de su propiedad intelectual; la misma que fue interpretada por los Demonios del Mantaro y luego grabada por la Orquesta Colombiana "Los Golden Boys", sin igual en su época a nivel mundial.
Carlos Baquerizo Castro, es el único compositor que triunfó en el ámbito literario musical, en el ámbito vernacular y tropical, y tiene grabados más de 500 temas y 150 por grabar, o sea que son novedades inéditas.
Carlos Baquerizo Castro, es autor de una obra titulada "Plan Perú Nuevo" que muy pronto estará en el mercado literario universal, y cuenta con una rica experiencia, quien afirma que ella es la que impulsa al desarrollo de la humandad y las artes. En sus declaraciones afirma que ama a su Pátria "Sicaya" y el "Perú".

## Trayectoria
Con una trayectoria artística de 50 años, ha recibido discos de oro, diplomas, diversos trofeos entre ellos el del expresidente Fernando Belaúnde Terry. 
Cantantes que ha apoyado: La Pallita, Estudiantina Perú, Sirena del Mantaro, Flor Pucarina, Emilio Peña, Emilio Alanya, Zenobio Dagha, Los Pacharacos, Flor Sinqueña, Reyna Del Canipaco, Amanda Portales "La novia del Perú", Los Golden Boys, Ray Conniff, Embajador de Quiquijana, María Alvarado Trujillo "Pastorita Huaracina"entre otros.

## Producciones
Entre sus obras destacan: Noche de luna, Por una mirada, Pantionero, Paisana, Centenario de huancayo, Chabuquita, Bella huancaína, Cruz de mayo, En las riberas del mantaro, Gotitas del olvido, Hualmilacha, "Mi Huaylas" Interpretado por Flor Pucarina entre, la chichera, flor del mantaro, Pitipan, chofercito de mala suerte, chichita morada, otras.

## La Chichera
A la edad de ocho años yo bailaba el Charleston; porque un tío mío tenía una vitrola y discos importados. Es allí donde pude captar el jazz; con esa influencia nació “La Chichera”, nos cuenta el compositor sicaíno. Es importante destacar que este tema, grabado por primera vez bajo el sello de la disquera Sono Radio, rompió fronteras convirtiéndose en un verdadero boom en Colombia con los “Golden Boys” y en EE. UU. con la interpretación del destacado músico y director de orquesta “Ray Conniff” (1968).
Baquerizo Castro, quien grabara con Los Demonios del Mantaro, con tan sólo un saxofón, un clarinete, una batería y siempre acompañado de su popular armónica (rondín), nunca pensó que su agrupación gozaría de tanto éxito; siendo reconocido innumerables veces con discos de oro y trofeos, entre los que resalta el reconocimiento del expresidente Fernando Belaúnde Terry (1963); en épocas donde se desarrollaba una verdadera convulsión social y cultural, debido a las migraciones andinas a la ciudad capital, en medio de la confrontación entre lo andino y lo costeño. Es aquí donde las composiciones de Baquerizo, con una fuerte raíz andina, rompen la barreras sociales y son el reflejo del sincretismo de todas las culturas del país agrupadas en Lima.
“Todo el mundo ha bailado con “La Chichera”. Grande fue mi sorpresa al ver el éxito de esta composición totalmente improvisada que no tardó más de dos minutos en crearse. El nombre de esta canción tiene su origen en la figura de una linda que vendía buena chicha en el mercado central de Huancayo; su nombre era Julia. A los 15 días, Sono Radio me informa que se vendieron diez mil copias (todo un récord para la época). Fue increíble que pegara tanto, yo mismo no le había dado mucha importancia”, comenta el maestro.

## La cumbia peruana
En Lima de comienzos de la década de 1950 la inmigración andina había alcanzado proporciones masivas. Dentro de este contexto se desarrolló un mercado interno urbano conformado por los inmigrantes andinos que permitió al huayno (su baile y canción más popular) llegar al éxito comercial en la capital.
Llegada la década de 1960 , cuando el huayno comercial estaba en su punto máximo, ingresa al Perú la cumbia, un género musical que, de manera similar al huayno, se originó como expresión tradicional y campesina en la costa atlántica colombiana. Casi de inmediato ganó la aceptación popular a través de grupos como "Los Corraleros de Majagual", "Los Graduados", "Los Black Stars", "La Sonora Dinamita" o "Los Teen Agers", y se unió a los estilos musicales que la población urbana del Perú(afincada en la costa) ya disfrutaba: la rumba cubana, el merengue dominicano y el mambo de Pérez Prado.
Sin embargo, a diferencia de estos estilos, la cumbia también logró ingresar con fuerza en el interior del país, en las zonas rurales de la sierra y la selva.
Fueron apareciendo los primeros grupos locales de cumbia, que en sus primeras grabaciones no buscaron innovar el estilo original; incluso se nombraba al estilo con el nombre compuesto de "cumbia colombiana". Eran grupos de todos los lugares del Perú, pero algunos de los más llamativos eran del valle del Mantaro, cerca a Huancayo. Es el caso del grupo "Los Demonios del Mantaro" de Carlos Baquerizo Castro, que tocaba la cumbia al estilo de los conjuntos colombianos. Su canción "La Chichera" se convirtió en uno de los primeros éxitos en cumbia a fines de 1965 y se le menciona frecuentemente como uno de los probables orígenes del término chicha aplicado al estilo andino de la cumbia peruana.
La exitosa sonoridad de Los Demonios del Mantaro, basada en el saxo, clarinete, güiro, armónica (rondín) y batería, inspiró a diversas orquestas nacionales como "Los Compadres del Ande" y "Los Ases de Huarochirí", pero también a otras internacionales. Muestra de ello es que, en 1966, Discos Fuentes incluyó una versión de La Chichera interpretada por Los Golden Boys en la antología de los temas más importantes del año que solía realizar para Navidad: Los 14 Cañonazos Bailables.

## Muerte
Carlos Baquerizo Castro falleció el martes 2 de febrero del 2016, al promediar 7:30 de la mañana a causa de una Fibrosis Pulmonar en el Hospital Clínica San Isidro Labrador de EsSalud.